# Simira podocarpa
Simira podocarpa är en måreväxtart som först beskrevs av George Bentham, och fick sitt nu gällande namn av Ined.. Simira podocarpa ingår i släktet Simira och familjen måreväxter. Inga underarter finns listade i Catalogue of Life.